# Kasaličky (tvrz)
Kasaličky jsou zaniklá tvrz na severním okraji stejnojmenné vesnice u Kasalic v okrese Pardubice. Nachází se asi dvacet kilometrů severozápadně od Pardubic. Dochovalo se z ní kruhové tvrziště obehnané příkopem, které je chráněno jako kulturní památka.

## Popis
Původně vodní tvrziště se nachází nedaleko usedlosti čp. 18 v obci Kasaličky. Původní pahorek měl kruhový tvar o průměru asi dvacet metrů a byl obehnán příkopem o hloubce 1,5–2 metry. Příkop se plnil vodou z rybníka sousedícího s tvrzí na západní straně. Příkop je i ve 21. století mokřinatý. Kolem příkopu se nacházel val na východní straně téměř devět metrů široký a vystupující skoro dva metry nad úroveň příkopu. Z jižní strany jsou příkop i část tvrziště zničeny zemědělskou činností, zachovaly se přibližně zbývající tři čtvrtiny tvrziště. Na pahorku nejsou patrné žádné stopy zástavby. Při severním a východním okraji tvrziště je možné nalézt tři čtverhranné prohlubně po archeologických sondách.